# Eumorpha pandorus
Eumorpha pandorus är en fjärilsart som beskrevs av Druce 1881. Eumorpha pandorus ingår i släktet Eumorpha och familjen svärmare. Inga underarter finns listade i Catalogue of Life.

## Bildgalleri

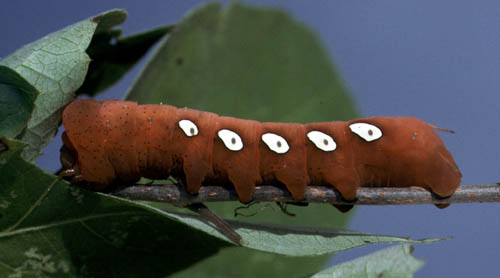
larve, Durham, Nord-Carolina, USA
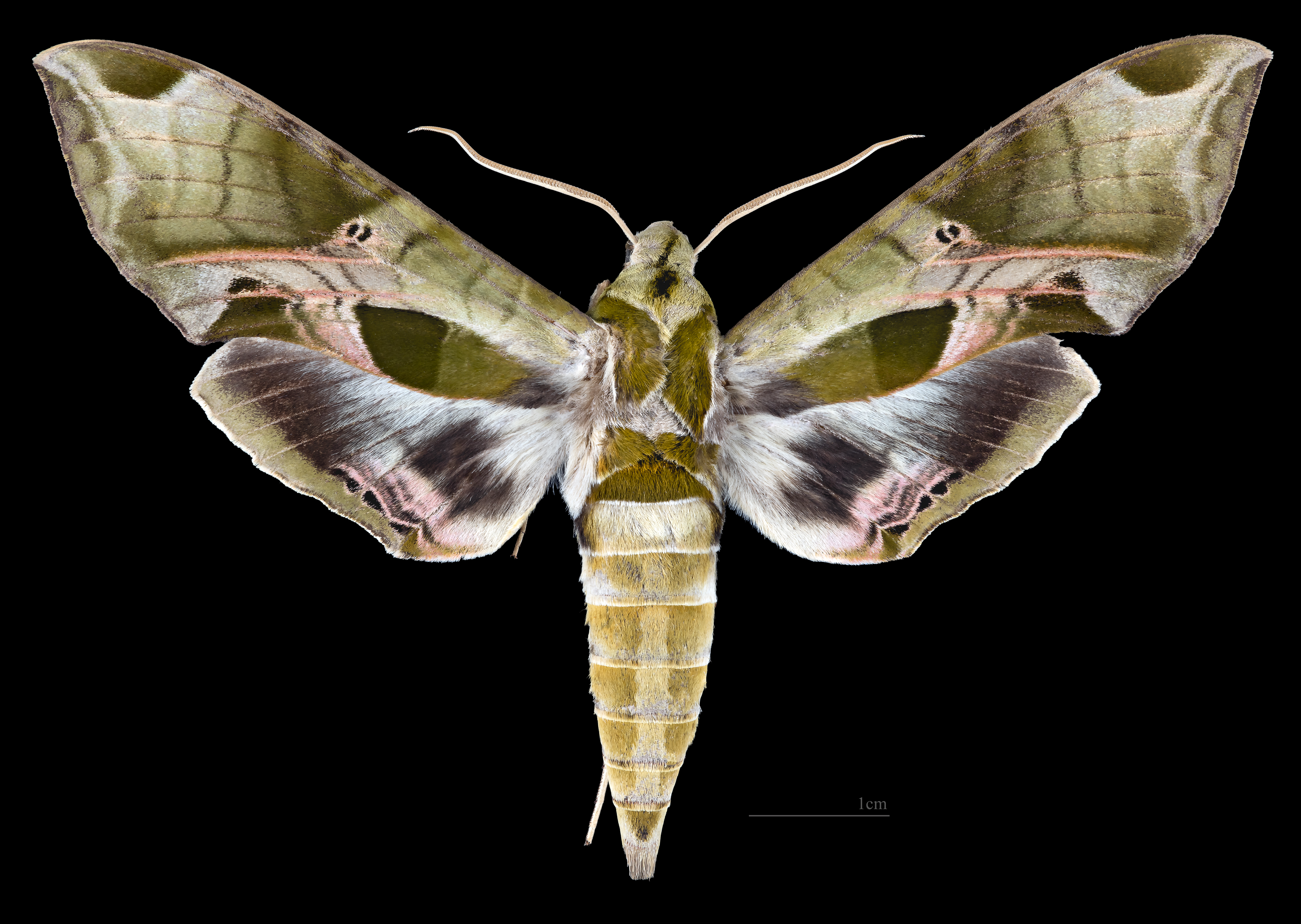
Eumorpha pandorus ♂
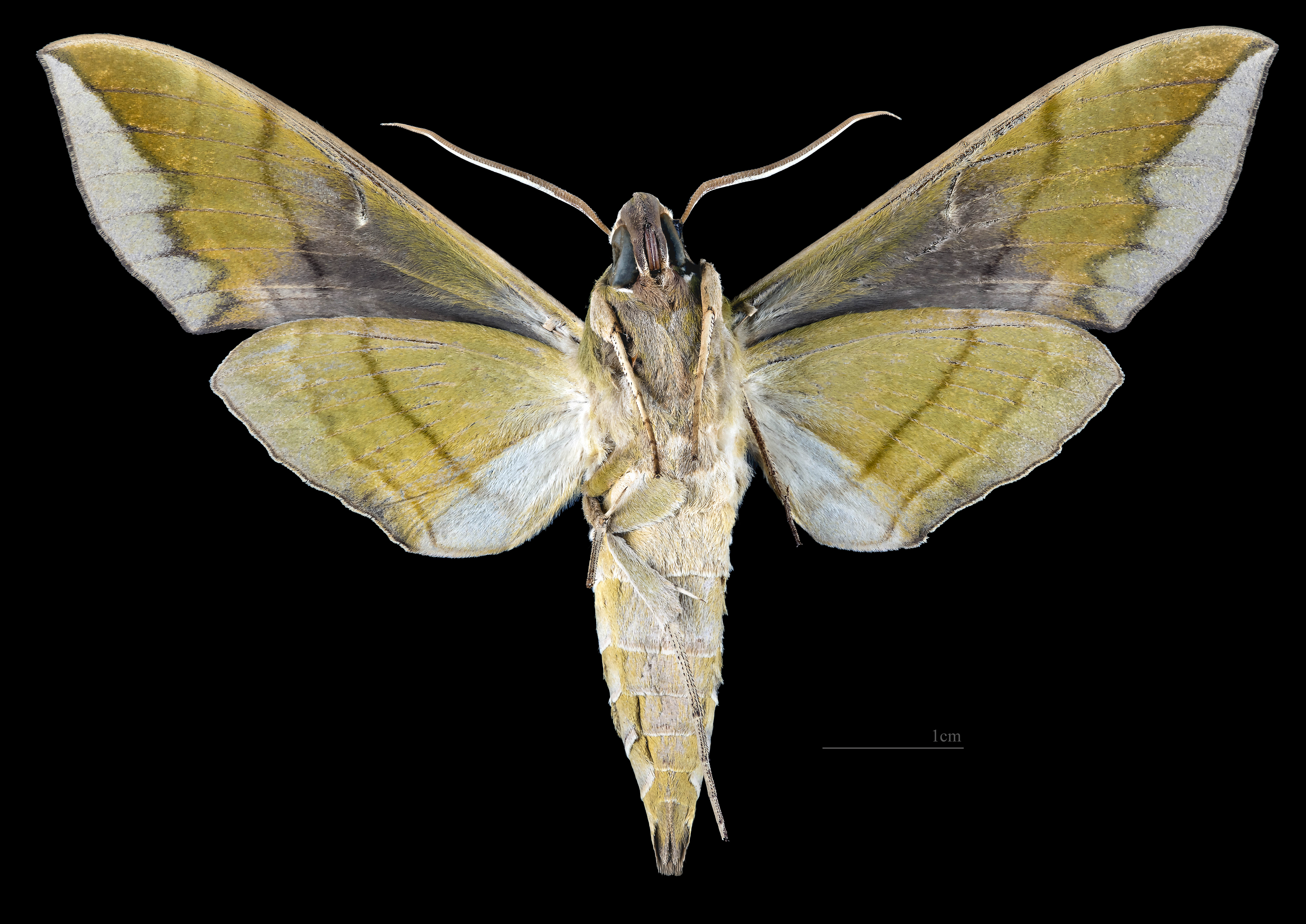
Eumorpha pandorus ♂   △
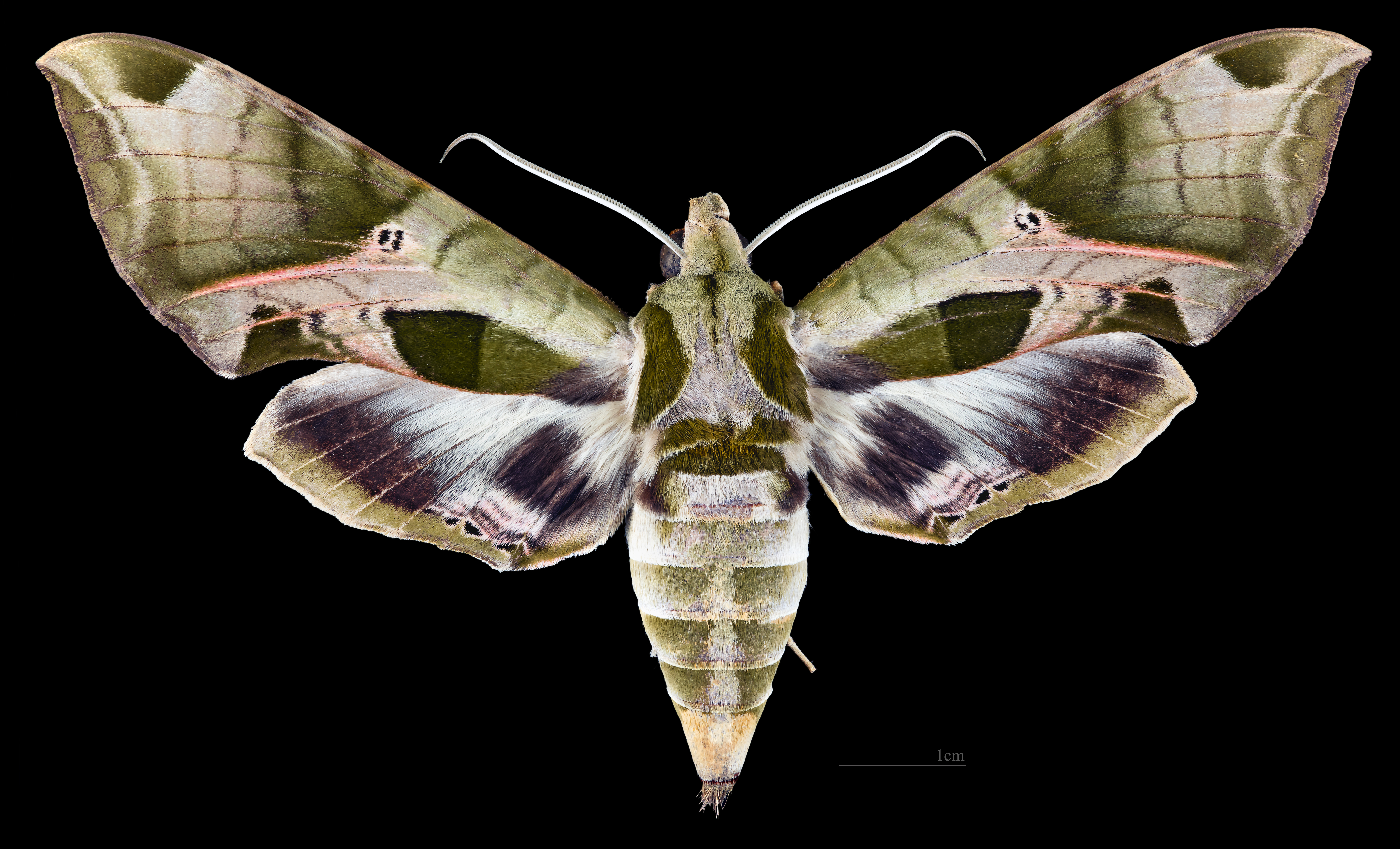
Eumorpha pandorus  ♀
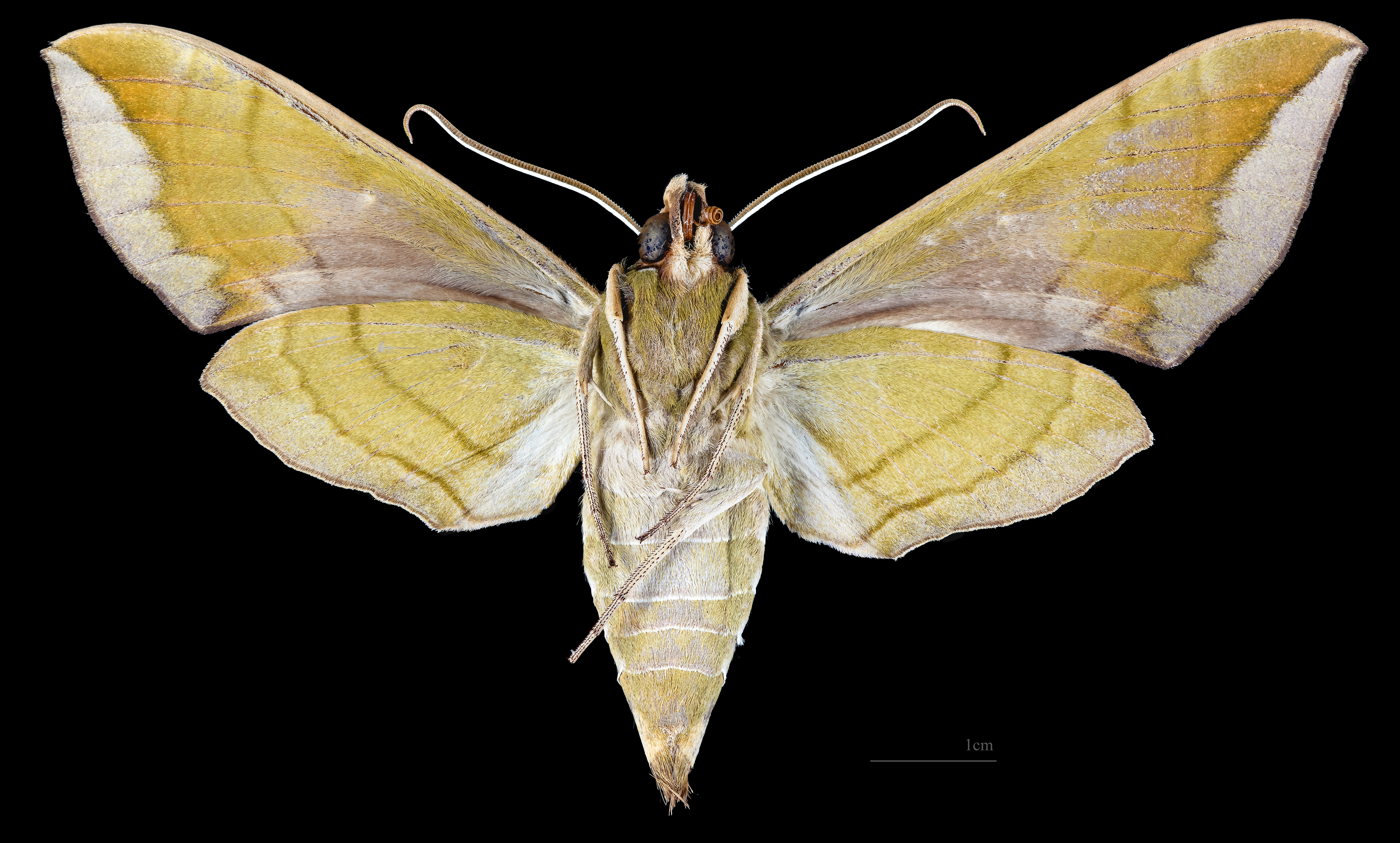
Eumorpha pandorus ♀ △